# Communauté de communes du Mont Bouquet
La Communauté de communes du Mont Bouquet comprend 6 communes :
- Bouquet
- Brouzet-lès-Alès
- Les Plans
- Saint-Just-et-Vacquières
- Seynes
- Servas

1540hab

## Présidence
Le président de la communauté de communes est M. Jacques Boudet (Sans étiquette), maire de Brouzet-lès-Alès.